# 2008 UA332
2008 UA332 – planetoida, transneptunowa typu cubewano.

## Odkrycie i nazwa
Planetoida 2008 UA332 została odkryta 26 października 2008. Odkrywcą był L. H. Wasserman. Nazwa obiektu to prowizoryczne oznaczenie.

## Orbita
Orbita 2008 UA332 nachylona jest pod kątem 32,1˚ do ekliptyki, a jej mimośród wynosi 0,01. Ciało to krąży w średniej odległości 44,8 j.a. od Słońca, na co potrzebuje ponad 300 lat ziemskich. Peryhelium tego obiektu znajduje się w odległości 44,1 j.a., a aphelium zaś 45,5 j.a. od Słońca.

## Właściwości fizyczne
Rozmiary 2008 UA332 szacuje się na ok. 403 km. Absolutna wielkość gwiazdowa tej planetoidy wynosi 5,2m. Jest to bardzo zimne ciało niebieskie.